# ソープ鉄道事故
ソープ鉄道事故（ソープてつどうじこ）とは1874年9月10日にイギリスのノーフォーク・ソープ・セント・アンドリューで2本の列車が正面衝突した鉄道事故である
。

## 事故の経過
事故は当時単線区間だったノリッチ駅 - ブランデール駅間で発生した。事故にあった列車はそれぞれヤーマス20時40分発の郵便列車とロンドン17時00分発ヤーマス行き急行列車であった。急行列車はノリッチ・ソープを21時30分に出発したがヤーマスまでの道のりを安全に走行するには、郵便列車はブランデールにある待避線で急行列車の通過待ちのため停車しなければならなかった。この時点で両列車に遅れが発生していた。
このような状況（時刻表通りに走行できないとき）では、運転士はさらに前進する承認を書面で取得しなければならなかった。一連の過ち（主に電信事務員が適切な職員がサインする前に承認メッセージを送ったこと）により両列車の運転士が承認を受け取り、遅れを取り戻すために単線区間を高速で走行した。事故は21時45分ごろに発生し、両列車の機関車は上を向き客車は残骸となった。
両列車の運転士と火夫と17人の乗客が死亡し、後に4人が怪我が元で死亡した。73人の乗客と2人の乗務員が重傷を負った。
事故を契機に技術者のエドワード・タイヤー (Edward Tyer) がタブレットと呼ばれるトークンを列車の運転手に渡すタイヤー式単線用閉塞器を開発した。単線区間の反対側の端でこのタブレットを閉塞器に返さなければ、他の列車がこの区間に進入することはできないというものである。

## 類似事故
1950年にカナダで電報によって運行していた2列車が衝突するカヌー川列車衝突事故が発生した。原因は1つの単線区間に両方向から列車を入れる許可を出したことだった。